# Cerredolo
Cerredolo (Č-radle in dialetto reggiano), è una frazione del comune di Toano, cittadina dell'Appennino reggiano. Confina con i paesi di Lupazzo e La Svolta, con il comune di Montefiorino (Provincia di Modena) e con il comune di Baiso.

## Geografia

### Geografia fisica
Cerredolo si colloca ai piedi delle alte vallate dell'Appennino tosco-emiliano. Il territorio è delimitato da due fiumi: a est, il Dolo, che ne delimita il confine con la Provincia di Modena (e quindi dal comune di Montefiorino) mentre a ovest la Secchia, che divide il territorio del comune di Toano da quello di Baiso e Carpineti.

### Geografia politica
Quasi tutti concordano sull'inizio del territorio cerredolese a partire da Ponte Dolo, ai confini con Vitriola e Rubbiano. Poi si ha la zona de La Ca', conosciuta anche come "La Ca' di Cerredolo, in cui vi è il cimitero del paese. Poi altre come La Piazza, Il Pioppeto, La Borella, La Valle.

## Infrastrutture e Trasporti
Cerredolo è un importante snodo viario per le comunità dell'Appennino Modenese e Appennino reggiano: dalla pianura, per raggiungere i territori di Montefiorino, Palagano, Frassinoro, Toano ecc. è necessario passare da Cerredolo. Quindi è un paese molto attraversato e la strada principale è spesso molto trafficata. 
Per quanto riguarda i mezzi pubblici, come per tutta la provincia di Reggio Emilia, la società che li gestisce è la Seta. Per Cerredolo passano le linee:
- 88 che collega Quara e Toano con Sassuolo;
- 600 che collega Montefiorino, Piandelagotti e Frassinoro con Sassuolo.

## Attività e luoghi d'interesse
Cerredolo è importante snodo viario, quindi è provvisto di diverse attività di ogni tipo: da supermarket a ristoranti, uffici bancari e negozi, industrie e altre aziende.
Per quanto riguarda i luoghi caratteristici, primo su tutti è la piazza del paese, poi la Chiesa, posta in prossimità del centro. Dal Pioppeto è possibile raggiungere il fiume.